# Esmeralda (película de 1905)
Esmeralda (La Esméralda) es un cortometraje mudo francés de 1905 basado en la novela de Victor Hugo Nuestra Señora de París y dirigido por la pareja de directores franceses Alice Guy y Victorin-Hippolyte Jasset (1862 – 1913). 
Es la primera adaptación cinematográfica de la novela, y también la película más antigua entre las que se sabe que fueron dirigidas o codirigidas por mujeres.
El cortometraje tiene una duración de diez minutos, y sólo aparecen dos personajes: el de Esmeralda y el de Quasimodo.

## Reparto
- Denise Becker: Esmeralda.

- Henry Vorins: Quasimodo.